# Conrad Grebel
Conrad Grebel (in tedesco Konrad Grebel; Zurigo, 1498 – Maienfeld, luglio 1526) è stato uno dei più importanti teorici dell'anabattismo.

## Biografia
Conrad Grebel nacque in una famiglia patrizia zurighese, secondo dei sei figli di Jakob Grebel e di Dorothea Fries. Suo padre era un ricco commerciante in ferro che ricoprì più volte incarichi pubblici. Conrad crebbe a Grüningen, fece i primi studi a Zurigo e nel 1514 frequentò per sei mesi l'Università di Basilea, dove ebbe per insegnante Heinrich Loriti, trasferendosi poi a Vienna. Qui per tre anni studiò sotto l'umanista svizzero Joachim von Watt, detto il Vadiano, di cui divenne amico e successivamente cognato. Nel 1518, partito il Vadiano da Vienna, Grebel preferì trasferirsi a Parigi grazie a una borsa di studio ottenuta dal re di Francia. Apprese il latino, il greco, l'ebraico e la tradizione umanistica classica, ma non completò il suo corso di studi e nel 1520 fece ritorno a Zurigo.
Il fallito conseguimento della laurea e la mancanza di un lavoro lo misero in conflitto con il padre, conflitto che si acuì nel 1522, quando Conrad sposò contro la volontà della famiglia una ragazza di modesta condizione sociale. In quell'anno si verificò la svolta decisiva della sua vita, provocata dalla predicazione a Zurigo di Ulrico Zwingli. Grebel fu al suo fianco e ne fu apprezzato, tanto che l'opuscolo di Zwingli pubblicato in agosto, l'Apologeticus Archeletes, comprese una poesia religiosa di Grebel.
Il 29 gennaio 1523 Zwingli tenne a Zurigo una pubblica disputa, nella quale espose le tesi fondamentali delle sue riforme. Il celibato, il digiuno e le varie cerimonie cattoliche sono inutili invenzioni umane, la messa è soltanto una commemorazione del sacrificio di Cristo. Il Consiglio della città si dichiarò d'accordo e, pur autorizzando i predicatori a uniformarsi alle tesi di Zwingli, rinviò l'attuazione delle riforme.
Grebel, che aveva formato con Felix Manz, Wilhelm Reublin, Hans Brötli e Simon Stumpf un gruppo di entusiasti seguaci di Zwingli, non approvò però che questi accettasse il fatto che la riforma religiosa venisse a dipendere dalle decisioni di un'autorità civile quale era il Consiglio della città. Anche alla richiesta dei contadini di non pagare più le decime e gli interessi, Zwingli, pur ammettendo la legittimità scritturale della rivendicazione, aveva risposto che la questione era di competenza della magistratura, tentando così di conciliare «giustizia divina» e «giustizia umana».
Dal 26 al 28 agosto del 1523 si tenne a Zurigo una nuova pubblica disputa, a cui parteciparono Zwingli, Ludwig Haetzer, Balthasar Hubmaier, Stumpf e Grebel. In discussione erano il culto delle immagini, il significato della messa e la dottrina del purgatorio. I partecipanti convennero nell'abolizione delle immagini e nel considerare la messa non una ripetizione del sacrificio di Cristo, come voleva la tradizione cattolica, ma una semplice commemorazione. Grebel e Stumpf avrebbero voluto la rapida applicazione di queste due riforme nella vita della chiesa zurighese da parte del Consiglio cittadino, che decise invece di rinviare ogni decisione. Zwingli appoggiò l'iniziativa del Consiglio. In effetti, diversamente dal gruppo di Grebel, tutti giovani e impazienti radicali, Zwingli intendeva introdurre le riforme gradualmente, in modo da non sconcertare i fedeli, che dovevano ancora essere ben istruiti nella nuova fede, e voleva mantenersi in accordo con un Consiglio in maggioranza dalla sua parte ma che doveva anche agire con prudenza, essendo presente al suo interno anche una frangia di cattolici, ostili a ogni riforma.
Grebel e Manz proposero a Zwingli la costituzione di un partito della riforma che si rivolgesse al popolo e andasse a nuove elezioni, certi di riuscire a far eleggere un Consiglio cittadino più decisamente favorevole alla riforma religiosa. Zwingli respinse la proposta, non desiderando spaccature in città e sicuro che le riforme si sarebbe imposte attraverso un paziente lavoro di convinzione. Il gruppo di Grebel cercò allora contatti e intese con i riformatori tedeschi. Nell'estate del 1524 Grebel scrisse ad Andreas Karlstadt, ma senza successo, e il 5 settembre a Thomas Müntzer.

### La lettera a Thomas Müntzer
La lettera indirizzata a Müntzer fu scritta da Grebel e firmata anche da Manz, Brötli, Castelberger, Ockenfuss, Pur, Aberli e Hujuff. Quest'ultimo andò fino ad Allstedt per consegnarla, ma non vi trovò più Müntzer, che probabilmente non sentì mai parlare di Grebel e del suo gruppo. Al di là dell'imprecisa conoscenza del pensiero del riformatore di Stolberg, la lettera è importante perché permette di conoscere la posizione assunta in quel momento dal gruppo riguardo alla natura che una chiesa riformata deve avere.
Non basta predicare contro il papismo, occorre separarsene definitivamente: «È molto meglio che pochi siano rettamente istruiti mediante la parola di Dio [...] anziché molti che credano falsamente e ingannevolmente attraverso una dottrina adulterata». Una chiesa piccola ma disciplinata, come istituita in Matteo 18:15-18 e nelle lettere paoline, dove chi non è degno, va ammonito e poi espulso, «non ucciso, ma considerato come un pagano e un pubblicano, e lasciato solo»; dove nessuno sia armato, «perché ogni uccisione è cessata, a meno che non vogliamo appartenere alla vecchia legge»; dove non ci siano preti, canti, idoli e «aggiunte» a quanto insegna il Nuovo Testamento: unica celebrazione, la «Cena della comunione», amministrata da uno qualunque dei fedeli non in un tempio, dove si crea «una falsa riverenza», ma nelle case dei credenti, con il pane, «che non è altro che pane», a simbolo della fede e dell'unità fraterna nel corpo di Cristo.
Sulla questione del battesimo dei bambini, premesso sulla base di numerosi passi scritturali che essi, non essendo «ancora giunti al discernimento della conoscenza del bene e del male» sono sicuramente salvati in virtù del sacrificio di Cristo, Grebel sostiene che esso non trova fondamento nelle Scritture. Il battesimo va impartito a chi già crede e perciò «l'acqua non conferma o accresce la fede»; esso ha il significato di cancellare i peccati del credente e di farlo camminare «in novità di vita e di spirito, e sarà certamente salvato se, conformemente a questo significato, mediante il battesimo interiore egli vive la sua fede».

### La questione del battesimo
Coerentemente con le loro convinzioni, i due pastori del gruppo di Grebel, Wilhelm Reublin e Hans Brötli, non battezzarono i neonati di due villaggi vicini a Zurigo, mentre Grebel non fece battezzare il suo primogenito. Fu probabilmente Felix Manz a presentare, intorno ai primi giorni del 1525, un appello al Consiglio di Zurigo perché si disputasse pubblicamente della questione del battesimo degli infanti.
La disputa si tenne dal 10 al 17 gennaio 1525 e vide a confronto, da una parte, Grebel, Manz, Reublin e Blaurock, e dall'altra Bullinger e Zwingli, che aveva appena pubblicato l'opuscolo Wer Ursache gebe zu Aufruhr, nel quale indicava negli oppositori al battesimo dei bambini, insieme ai libertini e ai contadini che non volevano più pagare le decime, i responsabili delle agitazioni presenti in città. Il Consiglio diede ragione a Zwingli e con decreto del 18 gennaio stabilì che tutti i bambini dovessero essere battezzati entro otto giorni dalla nascita. Il 21 gennaio Haetzer, Castelberger, Reublin e Brötli, che non erano cittadini di Zurigo, venivano espulsi dalla città, e a Grebel e agli altri seguaci s'imponeva la sottomissione al Consiglio.

### I «Fratelli svizzeri», prima comunità anabattista
Quella stessa notte del 21 gennaio il gruppo di Grebel, circa quindici persone, si riunì in casa di Manz: «Essi cominciarono con l'inginocchiarsi [...] perché sapevano bene cosa avrebbero dovuto sopportare e soffrire. Dopo la preghiera, Jörg Cajacob si alzò e chiese a Konrad Grebel di battezzarlo, per l'amor di Dio, con il vero battesimo cristiano [...] Konrad lo battezzò [...] Dopo di ciò, anche gli altri pregarono Jörg di battezzarli, cosa che egli fece».
Poi consumarono la «Cena del Signore»: mentre uno di essi leggeva il passo evangelico, ciascuno mangiò del pane e bevve del vino. Si fa comunemente risalire a quella notte la fondazione della prima comunità anabattista della storia. Il nuovo battesimo era per loro il primo e vero battesimo, e fu il laico Grebel a battezzare l'ex prete Cajacob, a significare l'inesistenza di ogni formalismo e sacerdotalismo nella comunità dei «Fratelli».
Il piccolo gruppo di anabattisti iniziò subito a predicare. A Zollikon, un villaggio di contadini presso Zurigo dove viveva l'ex prete cattolico Hans Brötli, già convertito alla nuova fede, Grebel e gli altri celebrarono il 22 o il 23 gennaio la comunione in casa di Jakob Hottinger e alla fine di gennaio sarebbero già stati battezzati 34 uomini e una donna. Poi Grebel proseguì la sua attività missionaria: si recò a San Gallo e vi battezzò Gabriel Giger, mentre a Sciaffusa convertì Wolfgang Ulimann. Questi due nuovi adepti, a loro volta, si attivarono a diffondere la loro fede, come faceva ogni nuovo battezzato, e il movimento anabattista si espanse nell'Appenzello, nell'Argovia, a Basilea, a Berna, a Lucerna, intanto che Reublin passava in Germania e a Waldshut battezzava Balthasar Hubmaier.
Grebel passò alla fine di giugno a Grüningen, predicando qui e nei villaggi vicini, accompagnato Marx Bosshard, un suo fedele seguace di Zollikon. A Bezhold fu raggiunto in ottobre da Manz: mentre predicavano entrambi, furono scorti da un gruppo di soldati che conducevano Blaurock in stato d'arresto. Questi arrestarono anche Grebel e altri anabattisti. Manz, fuggito in un primo tempo, fu catturato il 31 ottobre e imprigionato con gli altri a Grüningen.
Il Consiglio di Zurigo, dopo aver stabilito, il 1º febbraio 1525, che il battesimo dei bambini era obbligatorio per i suoi contemporanei effetti di registrazione anagrafica dei nuovi cittadini, il 1º marzo proibì espressamente il battesimo degli adulti. Tuttavia, la questione rimaneva aperta, come dimostrava l'estendersi della predicazione anabattista, cosicché il Consiglio indisse una nuova disputa da tenersi dal 6 all'8 novembre. Il confronto tra Zwingli, Jud e Grossman da una parte, e Grebel, Manz e Blaurock dall'altra, si svolse nella cattedrale di Zurigo e, come al solito, il giudizio del Consiglio fu favorevole a Zwingli. Poiché i tre rifiutarono di riconoscere la decisione, furono trattenuti in carcere, mentre altri anabattisti venivano arrestati o espulsi. In carcere, Grebel scrisse il saggio Del battesimo, del ribattesimo e del battesimo dei bambini, che fu poi stampato in poche copie, così che nessun esemplare è pervenuto. Se ne conosce il contenuto per le citazioni che Zwingli fa nel suo Elenchus, scritto nel 1527 per confutarlo.
Il 7 marzo 1526 fu emessa la sentenza, con la quale Grebel, Manz, Blaurock e altri quindici anabattisti (tra i quali sei donne) vennero condannati a rimanere in carcere a pane e acqua finché non avessero ritrattato le loro posizioni. Il 21 marzo, però, fuggirono tutti, calandosi con una corda da una finestra della torre nella quale erano rinchiusi. Grebel trovò rifugio a Maienfeld, presso una sorella, ma qui poco dopo fu colpito dalla peste e morì nel luglio del 1526.